# Fonsy Grethen
Fonsy Grethen (Ciutat de Luxemburg, 20 de setembre de 1960) és un jugador de billar de caramboles luxemburguès. En el transcurs de la seva carrera va aconseguir guanyar 4 títols mundials i 13 títols europeus. Va aconseguir dos anys el premi a l'Esportista Luxemburguès de l'Any, el 1981 i el 1986.